# محمد محمدکاظم
محمد محمدکاظم (زاده ۶ مهر ۱۳۶۴ - تهران) والیبالیست ایرانی است که سابقه عضویت در تیم ملی والیبال مردان ایران را دارد.
وی در تیم‌های برق تهران، سایپا البرز و پیکان تهران بازی کرده‌است.
او دوره‌ای در تیم ملی والیبال مصدوم شد و بعد از آمدن ولاسکو به تیم ملی والیبال مردان ایران دعوت نشد و انتقادات زیادی را در رسانه‌ها ضد ولاسکو انجام داد.
او هم‌اکنون عضو باشگاه والیبال متین ورامین است.
محمدکاظم امتیازآورترین بازیکن والیبال قهرمانی آسیا ۲۰۰۷ بود.
او هم اکنون سرمربی تیم والیبال مس رفسنجان است.